# Mortes em fevereiro de 2012
Mortes em 2012: ← Janeiro – Fevereiro – Março – Abril – Maio – Junho – Julho – Agosto – Setembro – Outubro – Novembro – Dezembro →
Esta é uma relação de pessoas notáveis que morreram durante o mês de fevereiro de 2012, listando nome, nacionalidade, ocupação e ano de nascimento.

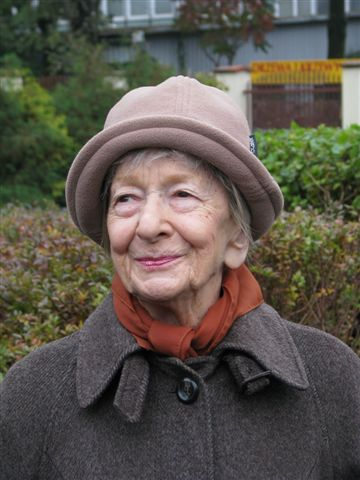
Wisława Szymborska, escritora polonesa.

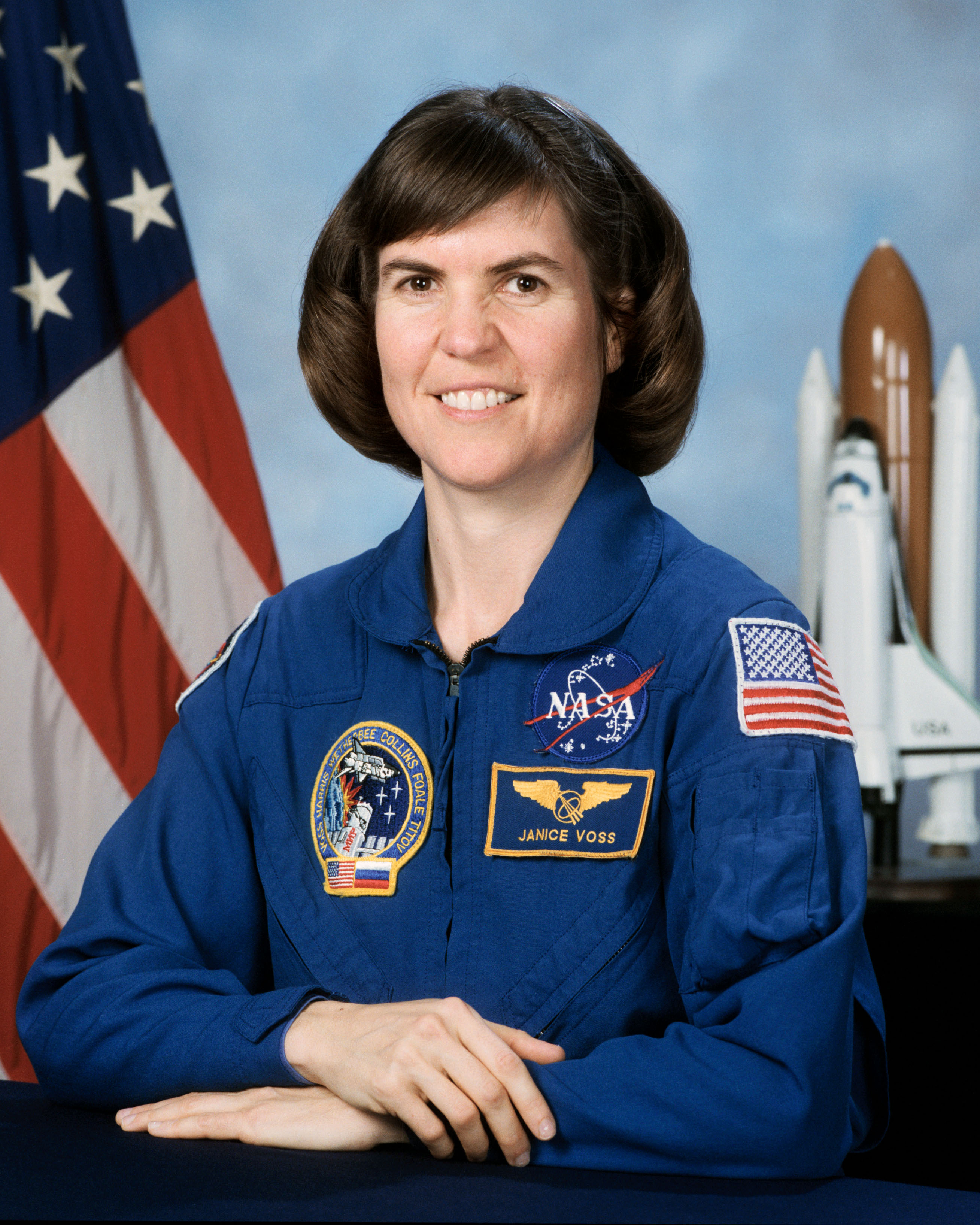
Janice Voss, astronauta estadunidense.

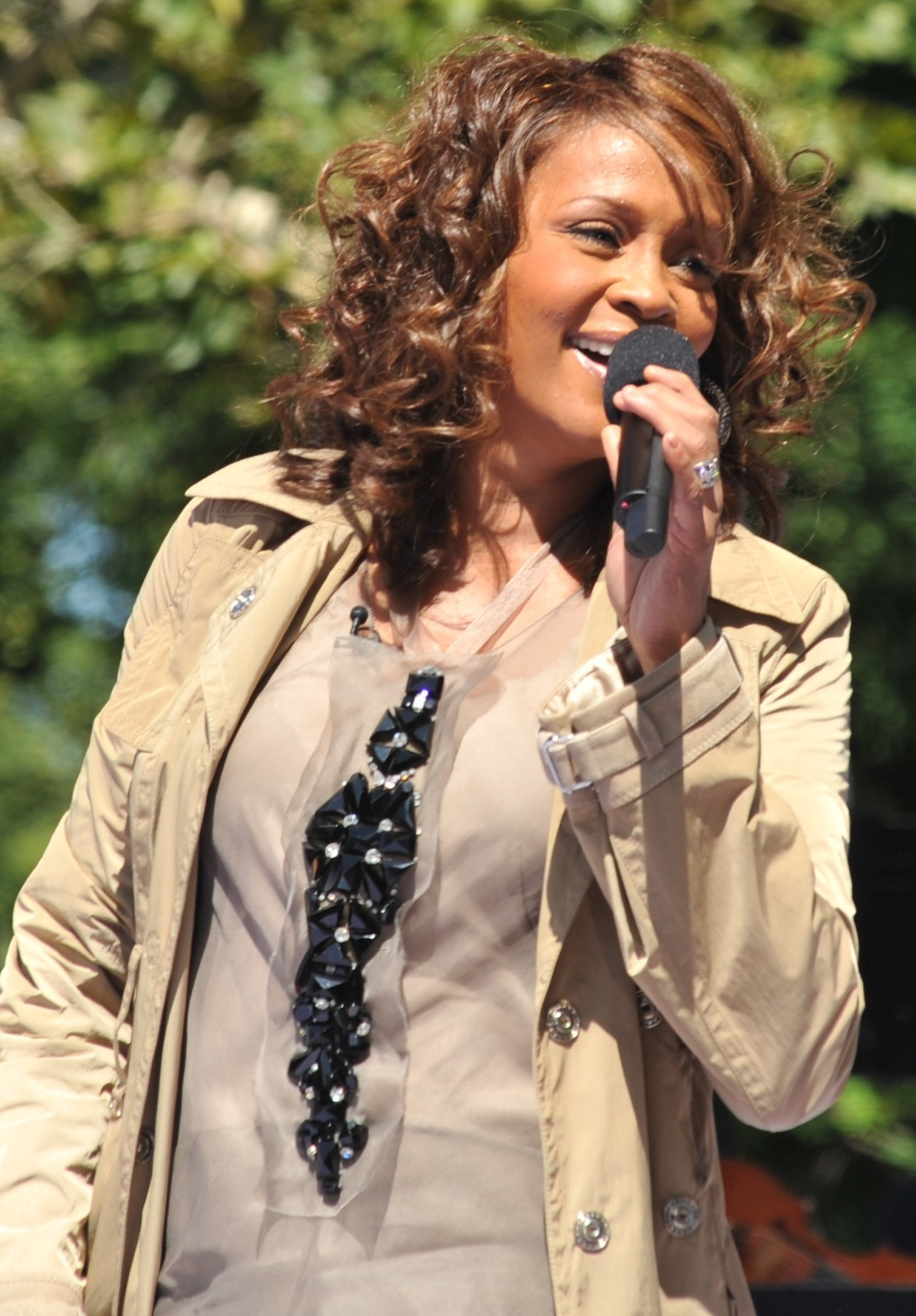
Whitney Houston, cantora estadunidense.

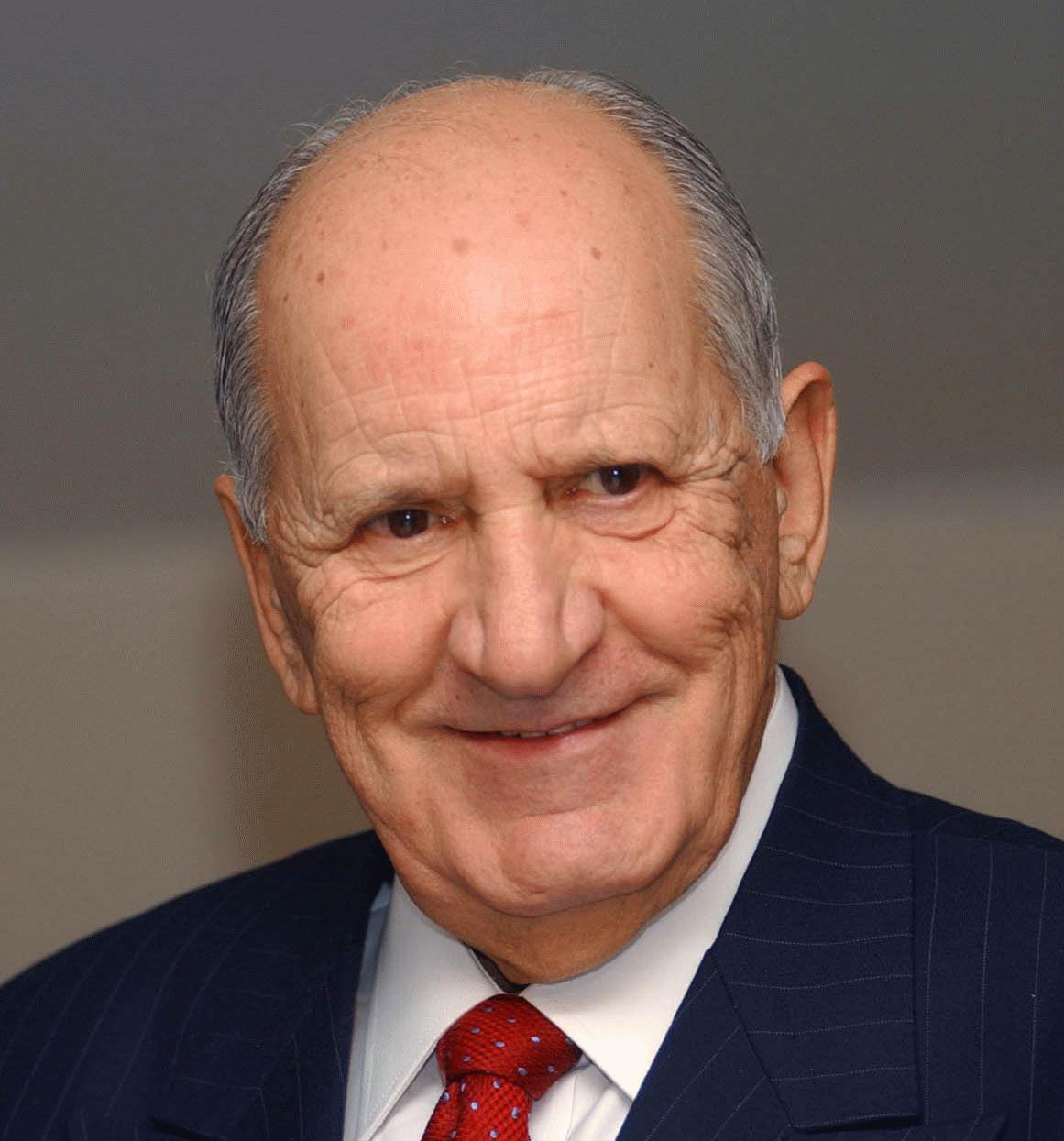
Maurício José Corrêa, político e jurista brasileiro.

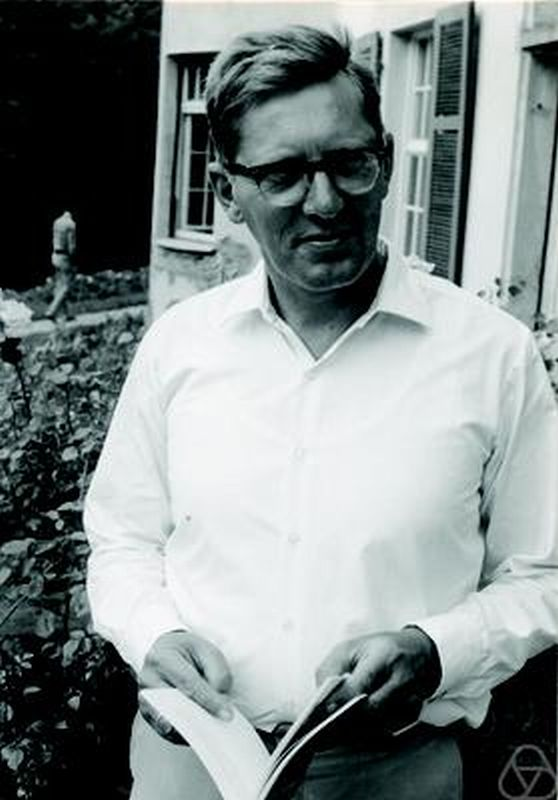
Nicolaas Govert de Bruijn, matemático holandês.

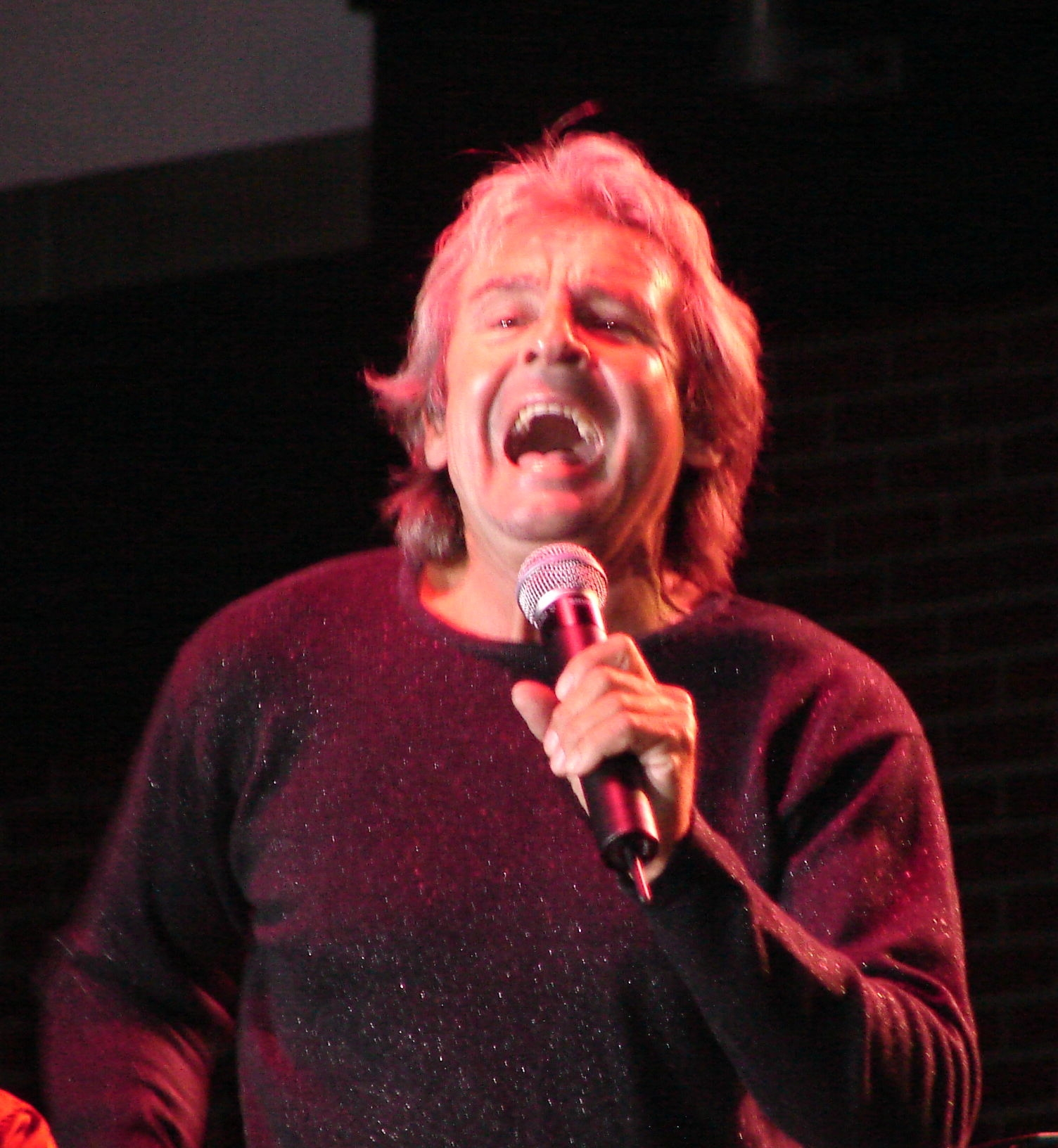
David Jones, músico inglês.

| Dia | Nome                        | Profissão ou motivo de reconhecimento       | Nacionalidade  | Ano de nasc. | Ref    |
| --- | --------------------------- | ------------------------------------------- | -------------- | ------------ | ------ |
| 1   | Angelo Dundee               | Técnico de pugilismo                        | Estados Unidos | 1921         | [ 1 ]  |
| 1   | Don Cornelius               | Apresentador de televisão                   | Estados Unidos | 1936         | [ 2 ]  |
| 1   | Ladislav Kuna               | Futebolista                                 | Eslováquia     | 1947         | [ 3 ]  |
| 1   | Sara González               | Cantora                                     | Cuba           | 1949         | [ 4 ]  |
| 1   | Wisława Szymborska          | Escritora                                   | Polónia        | 1923         | [ 5 ]  |
| 2   | John Doo                    | Ator e cineasta                             | China/ Brasil  | 1942         | [ 6 ]  |
| 2   | Nassib Lahoud               | Político                                    | Líbano         | 1944         | [ 7 ]  |
| 3   | Andrzej Szczeklik           | Físico                                      | Polónia        | 1938         | [ 8 ]  |
| 3   | Ben Gazzara                 | Ator                                        | Estados Unidos | 1930         | [ 9 ]  |
| 3   | Norton Zinder               | Biólogo                                     | Estados Unidos | 1928         | [ 10 ] |
| 4   | István Csurka               | Político, jornalista e escritor             | Hungria        | 1934         | [ 11 ] |
| 4   | Nigel Doughty               | Dirigente esportivo                         | Inglaterra     | 1957         | [ 12 ] |
| 5   | Bill Hinzman                | Ator                                        | Estados Unidos | 1936         | [ 13 ] |
| 5   | Fernando Lanhas             | Pintor                                      | Portugal       | 1923         | [ 14 ] |
| 5   | Florence Green              | Veterana da Primeira Guerra Mundial         | Inglaterra     | 1901         | [ 15 ] |
| 5   | Jazmín de Grazia            | Modelo                                      | Argentina      | 1984         | [ 16 ] |
| 5   | Jiang Ying                  | Cantora de ópera                            | China          | 1919         | [ 17 ] |
| 5   | John Turner Sargent, Sr.    | Editor                                      | Estados Unidos | 1924         | [ 18 ] |
| 5   | Sam Coppola                 | Ator                                        | Estados Unidos | 1932         | [ 19 ] |
| 6   | Antoni Tàpies               | Artista plástico                            | Espanha        | 1923         | [ 20 ] |
| 6   | Cireno Brandalise           | Futebolista                                 | Brasil         | 1922         | [ 21 ] |
| 6   | Janice Voss                 | Astronauta                                  | Estados Unidos | 1956         | [ 22 ] |
| 6   | Noel Kelehan                | Pianista                                    | Irlanda        | 1935         | [ 23 ] |
| 8   | Luis Alberto Spinetta       | Músico                                      | Argentina      | 1950         | [ 24 ] |
| 8   | Márcia Maria                | Atriz                                       | Brasil         | 1944         | [ 25 ] |
| 8   | Phil Bruns                  | Ator                                        | Estados Unidos | 1931         | [ 26 ] |
| 8   | Wando                       | Cantor                                      | Brasil         | 1945         | [ 27 ] |
| 9   | Abraham Kasinski            | Empresário                                  | Brasil         | 1917         | [ 28 ] |
| 9   | Barbara Marianowska         | Política                                    | Polónia        | 1947         | [ 29 ] |
| 10  | Jeffrey Zaslow              | Jornalista e escritor                       | Estados Unidos | 1958         | [ 30 ] |
| 11  | Whitney Houston             | Cantora                                     | Estados Unidos | 1963         | [ 31 ] |
| 12  | David Kelly                 | Ator                                        | Irlanda        | 1929         | [ 32 ] |
| 12  | John Severin                | Ilustrador                                  | Estados Unidos | 1921         | [ 33 ] |
| 12  | José Candido                | Político                                    | Brasil         | 1942         | [ 34 ] |
| 13  | Ladislau Biernaski          | Religioso                                   | Brasil         | 1937         | [ 35 ] |
| 13  | Shahryar                    | Escritor e acadêmico                        | Índia          | 1936         | [ 36 ] |
| 16  | Anthony Shadid              | Jornalista                                  | Estados Unidos | 1968         | [ 37 ] |
| 16  | Chikage Awashima            | Atriz                                       | Japão          | 1924         | [ 38 ] |
| 16  | Gary Carter                 | Basebolista                                 | Estados Unidos | 1954         | [ 39 ] |
| 17  | João Viegas Carrascalão     | Político                                    | Timor-Leste    | 1945         | [ 40 ] |
| 17  | Jordan da Costa             | Futebolista                                 | Brasil         | 1932         | [ 41 ] |
| 17  | Maurício José Corrêa        | Político e jurista                          | Brasil         | 1934         | [ 42 ] |
| 17  | Michael Davis               | Músico                                      | Estados Unidos | 1943         | [ 43 ] |
| 17  | Nicolaas Govert de Bruijn   | Matemático                                  | Países Baixos  | 1918         | [ 44 ] |
| 17  | Robert Carr                 | Político                                    | Reino Unido    | 1916         | [ 45 ] |
| 19  | Igrejas Caeiro              | Radialista, ator e locutor de televisão     | Portugal       | 1917         | [ 46 ] |
| 20  | Asar Eppel                  | Escritor e tradutor                         | Rússia         | 1935         | [ 47 ] |
| 20  | Lydia Lamaison              | Atriz                                       | Argentina      | 1914         | [ 48 ] |
| 20  | Renato Dulbecco             | Médico                                      | Itália         | 1914         | [ 49 ] |
| 21  | Manuel Franco da Costa      | Religioso                                   | Portugal       | 1922         | [ 50 ] |
| 22  | Cuauhtémoc Sandoval Ramírez | Político                                    | México         | 1950         | [ 51 ] |
| 22  | Marie Colvin                | Jornalista                                  | Estados Unidos | 1956         | [ 52 ] |
| 22  | Rémi Ochlik                 | Fotógrafo                                   | França         | 1986         | [ 53 ] |
| 23  | João Mansur                 | Político                                    | Brasil         | 1923         | [ 54 ] |
| 24  | Eliana Tranchesi            | Empresária                                  | Brasil         | 1955         | [ 55 ] |
| 24  | Maria Adelaide de Bragança  | Nobre                                       | Portugal       | 1911         | [ 56 ] |
| 24  | Pery Ribeiro                | Cantor e compositor                         | Brasil         | 1937         | [ 57 ] |
| 25  | Erland Josephson            | Ator                                        | Suécia         | 1923         | [ 58 ] |
| 25  | Maurice André               | Trompetista                                 | França         | 1933         | [ 59 ] |
| 25  | Red Holloway                | Saxofonista                                 | Estados Unidos | 1927         | [ 60 ] |
| 26  | Robinson Cavalcanti         | Bispo                                       | Brasil         | 1944         | [ 61 ] |
| 27  | Helga Vlahović              | Jornalista, apresentadora de TV e produtora | Croácia        | 1945         | [ 62 ] |
| 28  | Armand Penverne             | Ex-futebolista                              | França         | 1926         | [ 63 ] |
| 28  | Jaime Graça                 | Futebolista                                 | Portugal       | 1942         | [ 64 ] |
| 29  | David Jones                 | Músico                                      | Inglaterra     | 1945         | [ 65 ] |
| 29  | Sheldon Moldoff             | Desenhista                                  | Estados Unidos | 1920         | [ 66 ] |